# Jakub Oczko
Jakub Oczko (ur. 27 grudnia 1981 roku w Miedźnej) – polski siatkarz, grający na pozycji rozgrywającego, reprezentant Polski, a obecnie trener siatkarski. W sezonie 2016/2017 występował w drużynie Exact Systems Norwid Częstochowa, w sezonie 2017/2018 przeszedł do sztabu trenerskiego tego zespołu.
Przez kilka miesięcy był górnikiem kopalni miedzi KGHM w Lubinie.

## Sukcesy klubowe

### młodzieżowe
Mistrzostwa Polski Kadetów:
- 1997

Mistrzostwa Polski Juniorów:
- 1997

### seniorskie
Polska Liga Siatkówki:
- 2001, 2002, 2003
- 2004, 2005

Puchar Top Teams:
- 2002

Puchar Challenge:
- 2012

I liga:
- 2013

## Sukcesy reprezentacyjne
Mistrzostwa Świata Kadetów:
- 1999